# ديان كوملينوفيتش
ديان كوملينوفيتش (بالسلوفينية: Dejan Komljenović)‏ هو لاعب كرة قدم سلوفيني في مركز الوسط، ولد في 24 مايو 1984 في فيلينيه في سلوفينيا. لعب مع نادي رودار فيلينيه ونادي لوكوموتيف بلوفديف ونادي ماريبور.